# Полая вода
Полая вода — наиболее известная повесть донского советского писателя М. А. Никулина.

## История создания
«Полая вода» появилась в 1957 году, затем переиздавалась, в том числе под одной обложкой с другими повестями автора. Является переделанной уже зрелым писателем первой литературной работой Никулина «Повесть о Хвиное» (1932), теперь, однако, принесшей под новым именем своему создателю всероссийскую славу. Произведение небольшое по объему. Повесть была впервые издана в Москве в 1957, в том же году она появилась в «Роман-газете» (№ 13/145/).

## Сюжет
Повесть рассказывает о донских казаках в период Гражданской войны и в 1920-е годы, социальных противоречиях в обществе станичников в переломное для России время. В книге показаны ломка старых устоев и процесс зарождения новых, описаны образы молодых коммунистов. Одним из главных героев является Хвиной (Афиноген). С похорон его жены Галки начинается повествование. Его сын Иван в это время воюет с большевиками далеко от дома. У Хвиноя с юности есть появившаяся из-за несчастного случая грыжа, которая существенно повлияла на его жизнь.